# Limni Petron
Limni Petron este o arie protejată (arie de protecție specială avifaunistică — SPA) din Grecia întinsă pe o suprafață de 6.573,05 ha, integral pe uscat.

## Localizare
Centrul sitului Limni Petron este situat la coordonatele 40°45′09″N 21°42′57″E / 40.752606°N 21.715904°E.

## Înființare
Situl Limni Petron a fost declarat arie de protecție specială avifaunistică în octombrie 2002 pentru a proteja 60 de specii de animale.

## Biodiversitate
Situată în ecoregiunea mediteraneană, aria protejată nu include niciun habitat protejat.
La baza desemnării sitului se află mai multe specii protejate de  păsări (60): uliu cu picioare scurte (Accipiter brevipes), fluierar de munte (Actitis hypoleucos), ciocârlie-de-câmp (Alauda arvensis), pescăruș albastru (Alcedo atthis), rață pitică (Anas crecca), rață mare (Anas platyrhynchos), fâsă-de-câmp (Anthus campestris), lăstunul mare (Apus apus), stârc cenușiu (Ardea cinerea), rață-cu-cap-castaniu (Aythya ferina), rața moțată (Aythya fuligula), buha (Bubo bubo), șorecarul comun (Buteo buteo), ciocârlie-cu-degete-scurte (Calandrella brachydactyla), fugaci de țărm (Calidris alpina), fugaci roșcat (Calidris ferruginea), fugaci mic (Calidris minuta), bătăuș (Calidris pugnax), fugaci pitic (Calidris temminckii), caprimulg (Caprimulgus europaeus), chirighiță-cu-aripi-albe (Chlidonias leucopterus), șerpar (Circaetus gallicus), erete vânăt (Circus cyaneus), prepeliță (Coturnix coturnix), cristeiul de câmp (Crex crex), lebădă de vară (Cygnus olor), lăstun de casă (Delichon urbicum), ciocănitoare de grădină (Dendrocopos syriacus), egretă mică (Egretta garzetta), presură de grădină (Emberiza hortulana), șoim dunărean (Falco cherrug), șoim călător (Falco peregrinus), vânturel de seară (Falco vespertinus), muscar-gulerat (Ficedula albicollis), Ficedula semitorquata, lișiță (Fulica atra), becațină comună (Gallinago gallinago), rândunică (Hirundo rustica), stârc pitic (Ixobrychus minutus), sfrâncioc roșiatic (Lanius collurio), sfrânciocul cu frunte neagră (Lanius minor), pescăruș râzător (Larus ridibundus), Leiopicus medius, ciocârlie de pădure (Lullula arborea), rață fluierătoare (Mareca penelope), cormoran mic (Microcarbo pygmaeus), codobatura galbenă (Motacilla flava), stârc de noapte (Nycticorax nycticorax), vrabie negricioasă (Passer hispaniolensis), viespar (Pernis apivorus), Phalacrocorax carbo sinensis, ciocănitoare verzuie (Picus canus), corcodel mare (Podiceps cristatus), corcodel-cu-gât-negru (Podiceps nigricollis), lăstun de mal (Riparia riparia), chiră de baltă (Sterna hirundo), turturică (Streptopelia turtur), fluierar de mlaștină (Tringa glareola), fluierarul de zăvoi (Tringa ochropus), Zapornia parva.
Pe lângă speciile protejate, pe teritoriul sitului au mai fost identificate 4 specii de păsări.